# Edmund ter Meer
Hermann Edmund ter Meer (né le 31 juillet 1852 à Krefeld, mort le 5 novembre 1931 à Krefeld) est un chimiste et entrepreneur allemand. 

## Biographie
Hermann est le fils de Hermann Eduard ter Meer et le père de Fritz ter Meer.
Après ses études et l'obtention d'un doctorat ainsi que des travaux pratiques dans des laboratoires scientifiques (comme l'usine de son oncle Heinrich Tillmann, qui deviendra BASF), il fonde en 1877 l'usine de teintures à base de goudron, Dr. E. ter Meer & Cie (de). En 1896, elle fusionne avec J. W. Weiler & Cie. (de) pour rejoindre ensuite Bayer.
Edmund ter Meer est un patron prenant des initiatives sociales comme la mise en place d'une assurance permanente de la santé (1885), d'une caisse de retraite (1898) et un fonds de prévoyance (1903).
Par ailleurs, il fait une carrière politique locale : il est conseiller municipal d'Uerdingen de 1886 à 1919 et de 1920 à 1924, inscrit au Parti national-libéral. 